# 아이 (성경)

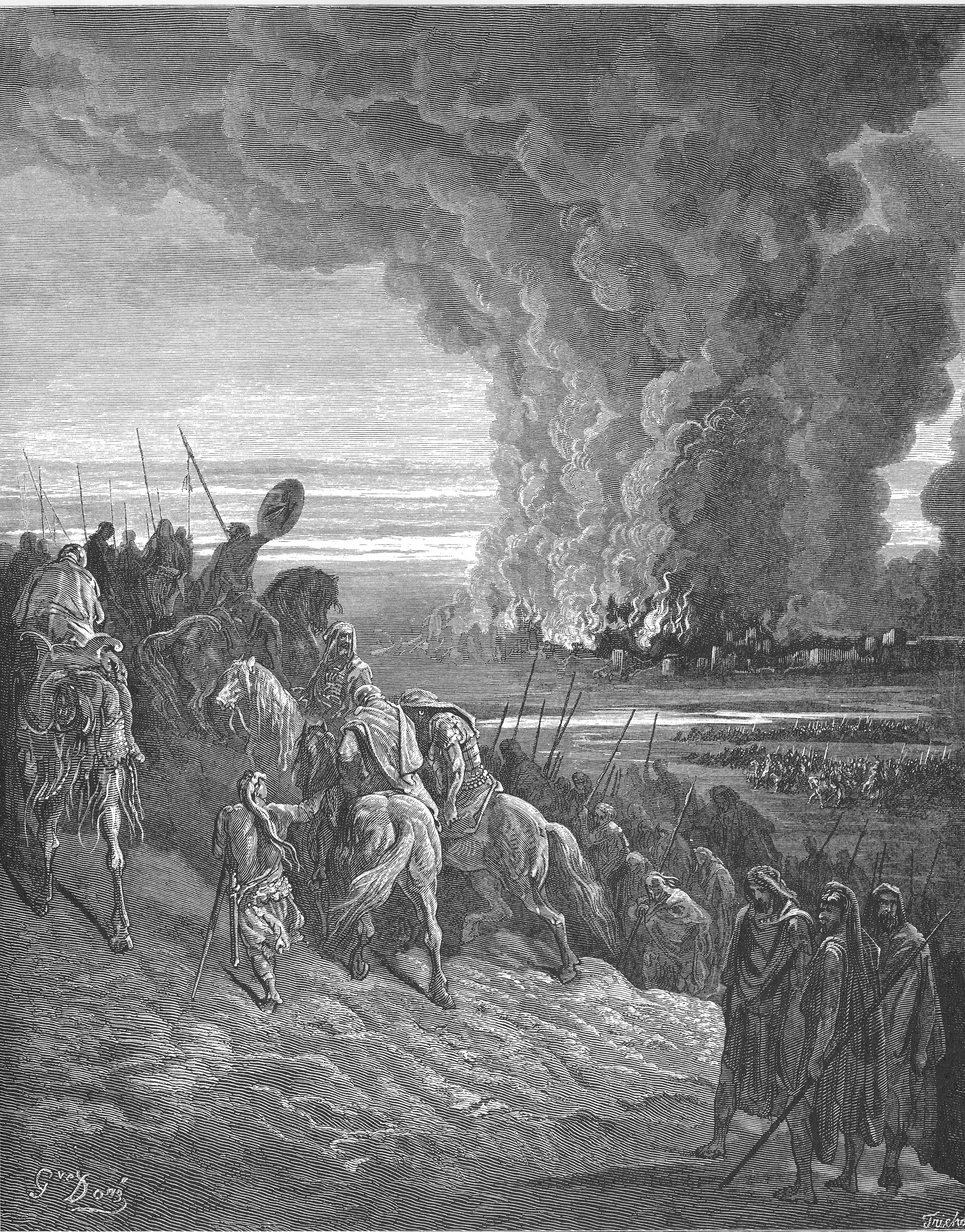
귀스타브 도레, "여호수아가 아이 성을 불태우다" (1866); 라 그랑드 바이블 드 투르.

아이(히브리어: הָעַי; 두에-랭스: Hai)는 가나안에 위치했던 도시이다. 구약성경의 여호수아기에 따르면, 이스라엘 민족이 여호수아의 지휘 아래 가나안을 정복하는 과정에서 함락되었다.
아이의 유적은 오늘날의 고고학 유적지인 엣-텔로 여겨진다. 발굴 결과 기원전 3100년경으로 거슬러 올라가는 대규모 도시 정착지가 발견되었으며, 대략 기원전 2400년경까지 파괴와 재건의 반복이 있었다. 그 후 초기 철기 시대에 작은 마을이 생길 때까지 사람이 살지 않았다. 이러한 발견에 비추어 학자들은 아이 정복에 대한 성경의 기록을 지명의 기원을 설명하는 기원론적 이야기로 해석한다.

## 성경 이야기
창세기에 따르면, 아브라함은 벧엘과 아이 사이에 제단을 쌓았다.
여호수아기 7장과 8장에는 이스라엘 민족이 아이를 두 차례 정복하려는 시도가 나온다. 첫 번째 시도인 여호수아 7장은 실패한다. 성경 기록은 이 실패가 아간의 죄 때문이라고 묘사하며, 아간은 이스라엘 민족에게 돌에 맞아 죽는다. 두 번째 시도인 여호수아 8장에서는 이야기에서 이스라엘 민족의 지도자로 묘사되는 여호수아가 하느님으로부터 지시를 받는다. 하느님은 그들에게 매복을 설치하라고 지시하고, 여호수아는 순종한다. 도시 서쪽 후방에 매복이 배치된다. 여호수아는 전면에서 도시로 접근하는 병사들과 함께 있었고, 아이 사람들은 또 다른 쉬운 승리를 거둘 것이라고 생각하여 여호수아와 전사들을 도시 입구에서 추격하여 아이 사람들을 도시에서 멀리 유인한다. 그런 다음, 후방의 전사들이 도시로 진입하여 불을 지른다.
도시가 함락되자 12,000명의 남자와 여자가 죽고 도시는 완전히 파괴된다. 왕은 붙잡혀 저녁까지 나무에 매달린다. 그의 시신은 도시 성문에 놓이고 그 위에 돌이 쌓인다. 이스라엘 민족은 아이를 완전히 불태우고 "영원한 폐허 더미로 만들었다." 하느님은 그들에게 가축을 약탈물로 가져가도 좋다고 말씀하셨고, 그들은 그렇게 했다. 또한, 전투 내내 여호수아는 창을 들고 있었고, 그 결과 이스라엘 민족은 승리를 거두었다.
2017년 연구에서 샤이 엘람은 말빔의 여호수아기 해석에 따라 칸나이 전투와 아이 전투(약 1,000년 전에 발생)를 비교하며, 아이 전투에서 여호수아 역시 적군을 완벽한 원으로 포위했으며(이는 두 매복병의 역할과 전투 중 그들의 위치를 설명함), 이는 한니발의 전술에 못지않다고 주장했다.

## 가능한 위치

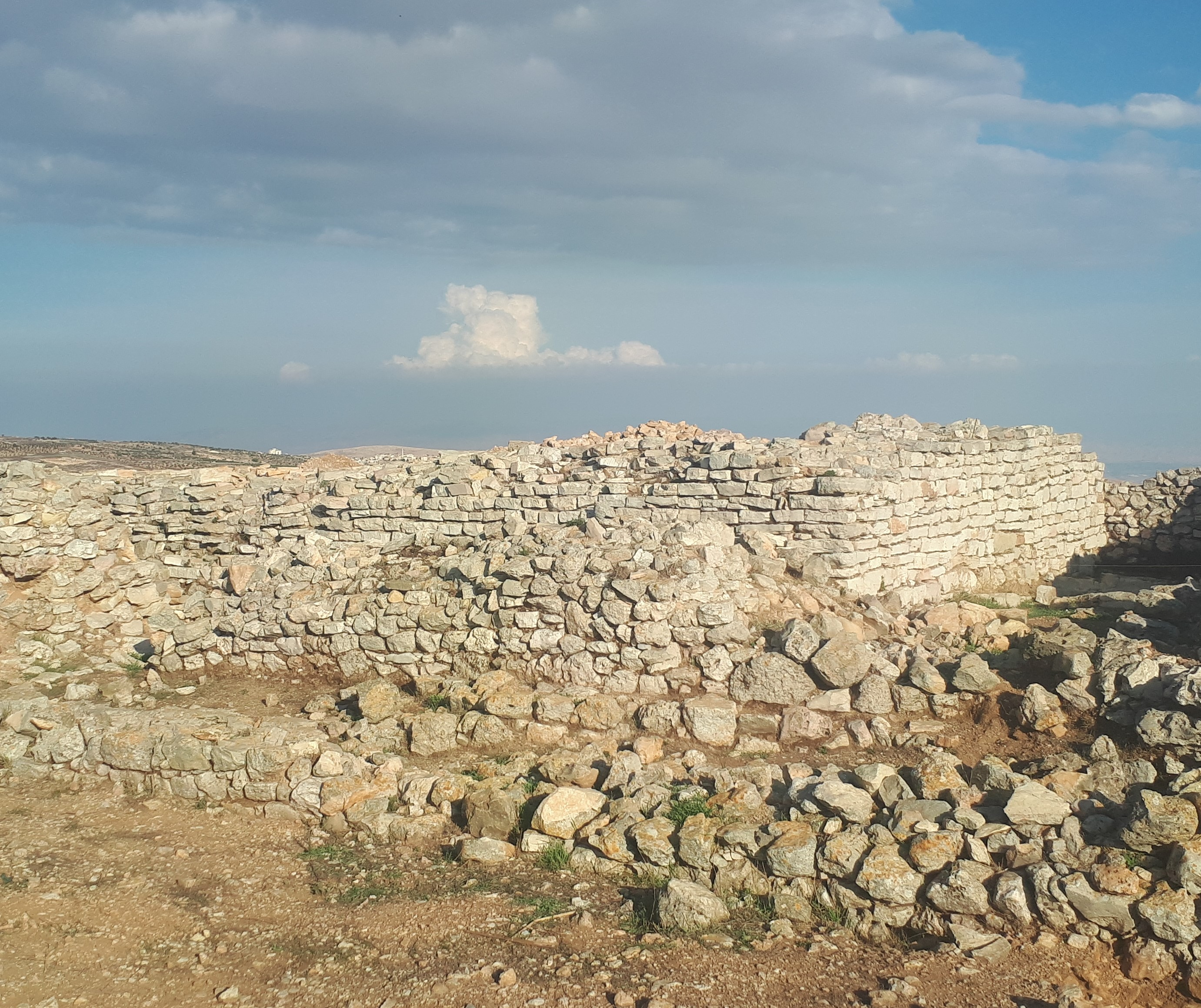
아이 성으로 확인된 엣-텔 유적.

### 엣-텔
현지 지명과 기본적인 지형을 바탕으로 레반트 지역의 많은 성경적 장소를 식별했던 에드워드 로빈슨 (1794–1863)은 엣-텔 또는 키르벳 하이야가 음운론적으로 가능성이 높다고 제안했다; 그는 엣-텔에 눈에 보이는 유적이 있었기 때문에 엣-텔을 선호했다. 엣-텔을 선호하는 또 다른 이유는 히브리어 아이라는 이름이 현대 아랍어 엣-텔과 거의 같은 의미를 가지기 때문이다.
1920년대까지는 당시 고고학에 대한 "실증주의적" 해석이 지배적이었는데, 이는 고고학이 출애굽과 정복 이야기가 기원전 1440년에 출애굽이, 기원전 1400년경에 여호수아의 가나안 정복이 일어났다는 역사성을 입증할 것이며 실제로 입증하고 있다는 믿음이었다.:117 이에 따라 1920년대 발굴을 바탕으로 미국의 학자 윌리엄 폭스웰 올브라이트는 엣-텔이 아이라고 믿었다.:86
그러나 1930년대 주디스 마르케-크라우스가 엣-텔에서 수행한 발굴 결과, 기원전 3100년에서 2400년 사이에 초기 청동기 시대에 요새화된 도시가 있었고, 그 후 파괴되고 버려졌다는 사실이 밝혀졌다. 발굴에서는 중기 또는 후기 청동기 시대의 정착 증거가 발견되지 않았다.:117 이러한 발견은 벧엘 발굴과 더불어 올브라이트와 다른 학자들이 제시했던 연대 설정에 문제를 제기했으며, 마르틴 노트를 포함한 일부 학자들은 정복이 실제로 일어나지 않았고 대신 기원론적 신화라고 주장하기 시작했다; 이름 자체가 "폐허"를 의미하며, 정복 이야기는 단지 초기 청동기 시대 도시의 이미 오래된 파괴를 설명한다는 것이다.:117 고고학자들은 또한 후기 철기 시대 I 마을이 초기 정복의 증거 없이 나타났으며, 철기 I 정착민들은 저항 없이 버려진 언덕에 평화롭게 마을을 건설한 것으로 보인다는 것을 발견했다.:331–32
고고학적 증거에 비추어 아이를 둘러싼 성경 이야기를 설명하기 위한 다섯 가지 주요 가설이 존재한다. 첫째는 이 이야기가 나중에, 이스라엘 민족이 여호수아의 위대한 정복의 명성 때문에 그와 관련지어 만들어졌다는 것이다. 둘째는 성경 이야기 시대에 벧엘 사람들이 아이에 살고 있었고, 그들이 침략을 당했다는 것이다. 셋째로, 올브라이트는 두 가지 이론을 결합하여, 아이에서 불과 1.5마일 떨어진 벧엘 정복 이야기가 도시의 존재와 폐허가 된 이유를 설명하기 위해 나중에 아이로 옮겨졌다는 가설을 제시했다. 이 입장에 대한 지지는 성경에서 찾을 수 있는데, 성경이 벧엘의 실제 함락을 언급하지는 않지만 판관기 1장 22절-26절에서 기억 속에서 언급하고 있을 수도 있다는 가정이다.:80–82 넷째로, 조셉 칼라웨이는 도시가 어떤 식으로든 이집트인들을 화나게 하여(아마도 반란을 일으켜 독립을 시도함으로써) 그들이 처벌로 도시를 파괴했다고 제안했다. 다섯째는 여호수아의 아이가 엣-텔이 아니라 완전히 다른 곳에 있다는 것이다.
쾨르트 판 베쿰은 "대부분의 학자들이 아이 성으로 여기는 엣-텔은 초기 청동기 시대와 철기 시대 I 사이에는 정착되지 않았다"고 썼다.

## 같이 보기
- 예리코 전투
- 하솔
- 유사한 전술에 대한 기브아 전투
- 이스라엘의 고고학